# Sulfat de cadmi
Sulfat de cadmi és el nom d'una sèrie de compostos inorgànics emparentats amb la fórmula química CdSO₄·xH₂O. La forma més comuna és el monohidrat CdSO₄·H₂O, però es coneixen dues altres formes CdSO₄·8/3H₂O i la sal anhidra (CdSO₄). Totes les sals són incolores i molt solubles en aigua
El sulfat de cadmi octohidratat es pot preparar per la reacció del metall cadmi o el seu òxid o hidròxid amb l'àcid sulfúric diluït:
CdO + H₂SO₄ → CdSO₄ + H₂O
Cd + H₂SO₄ → CdSO₄ + H₂
El sulfat de cadmi pur es presenta en minerals molt rars drobecita (CdSO₄·4H₂O), voudourisita (monohidrat), i lazaridisita (el 8/3-hidrat).

## Aplicacions
El sulfat de cadmi s'utilitza àmpliament per a l'electrodeposició de cadmi en circuits electrònics.
També és un precursor del pigment basat en cadmi com el sulfur de cadmi. També s'utilitza per a electròlit en una cel·la estàndard Weston, així com un pigment en pantalles fluorescents.